# فونتین
فونتین (به فرانسوی: Fontienne) یک کمون (فرانسه) در فرانسه است که در canton of Saint-Étienne-les-Orgues واقع شده‌است. فونتین ۸٫۱۸ کیلومتر مربع مساحت دارد ۷۲۳ متر بالاتر از سطح دریا واقع شده‌است.